# اوخرمه
اوخرمه (به لهستانی:  Ochrymy) یک روستا در لهستان است که در گمینا ناروکا واقع شده‌است. اوخرمه ۲۰۰ نفر جمعیت دارد.